# Inditherium
Inditherium — викопний рід дроматерієвих цинодонтів, який жив на території Індії в пізньому тріасі. Його типовий і єдиний вид — Inditherium floris, який відомий за трьома щічними зубами.

## Етимологія
Родова назва Inditherium походить від країни Індії та грецького слова therion, що означає «звір». Видовий епітет floris є відсиланням до квіткоподібних коронок його щічних зубів.